# 萧妙瑜
萧妙瑜（530年—603年），中国南北朝时，南梁武陵王萧纪长女，封淮南公主。
553年，西魏攻克成都，梁朝的宗室贵族包括萧妙瑜被俘虏到西魏的都城长安。后来，萧妙瑜嫁给了北周杨敷做续弦，被封为千金郡君，生子杨岳。隋朝仁寿三年，萧妙瑜在长安去世，享年七十四岁。

## 传记资料
- 《萧妙瑜墓志铭》